# Micropsectra interilobus
Micropsectra interilobus е насекомо от разред Двукрили (Diptera), семейство Хирономидни (Chironomidae). Видът е ендемичен в Норвегия.